# Српска православна црква Светих Петра и Павла у Беркасову
Српска православна црква Светих Петра и Павла у Беркасову, месту у општини Шид, подигнута је у периоду од 1766. до 1778. године, припада Епархији сремској Српске православне цркве.
Представља непокретно културно добро као споменик културе од великог значаја.

## Архитектура
Црква у Беркасову посвећена је Светим апостолима Петру и Павлу и припада Епархији сремској Српске православне цркве. Подигнута је као једнобродна грађевина са полукружном олтарском апсидом на истоку, под утицајем барока. Високи звоник, наглашене лимене капе рокајних форми, накнадно је призидан уз западну фасаду, док складну фасадну декорацију чине прислоњени пиластри и профилисан кровни венац. 
Репрезентативан вишеспратан иконостас, богато украшен барокно-рокајним мотивима, рад је непознатог уметника. Дуго се сматрало да је аутор зидне сликане декорације из 1787. године Кузман Коларић. Новија истраживања указују на Андреју Шалтиста из Новог Сада, чији је потпис пронађен и на иконостасу манастира Привина Глава, такође приписиваном Коларићу. Током времена сликарство олтарске преграде беркасовске цркве је претрпело знатне промене различитим преправкама. За израду живописа ангажован је 1862. године Павле Чортановић. Богородичин и митрополитски престо украсио је иконама Светозар Поповић 1910. године.
Конзерваторски радови су изведени 1982. године.